# 23249 Ляоєнтін
23249 Ляоєнтін (23249 Liaoyenting) — астероїд головного поясу, відкритий 26 листопада 2000 року.
Тіссеранів параметр щодо Юпітера — 3,559.